# Coelaenomenodera heterocera
Coelaenomenodera heterocera es un coleóptero de la familia Chrysomelidae.
Fue descrita científicamente en 1908 por Gestro.